# Cyclosorus wenzhouensis
Cyclosorus wenzhouensis är en kärrbräkenväxtart som beskrevs av Shing och C. F. Zhang. Cyclosorus wenzhouensis ingår i släktet Cyclosorus och familjen Thelypteridaceae. Inga underarter finns listade.